# Emder Werft und Dock

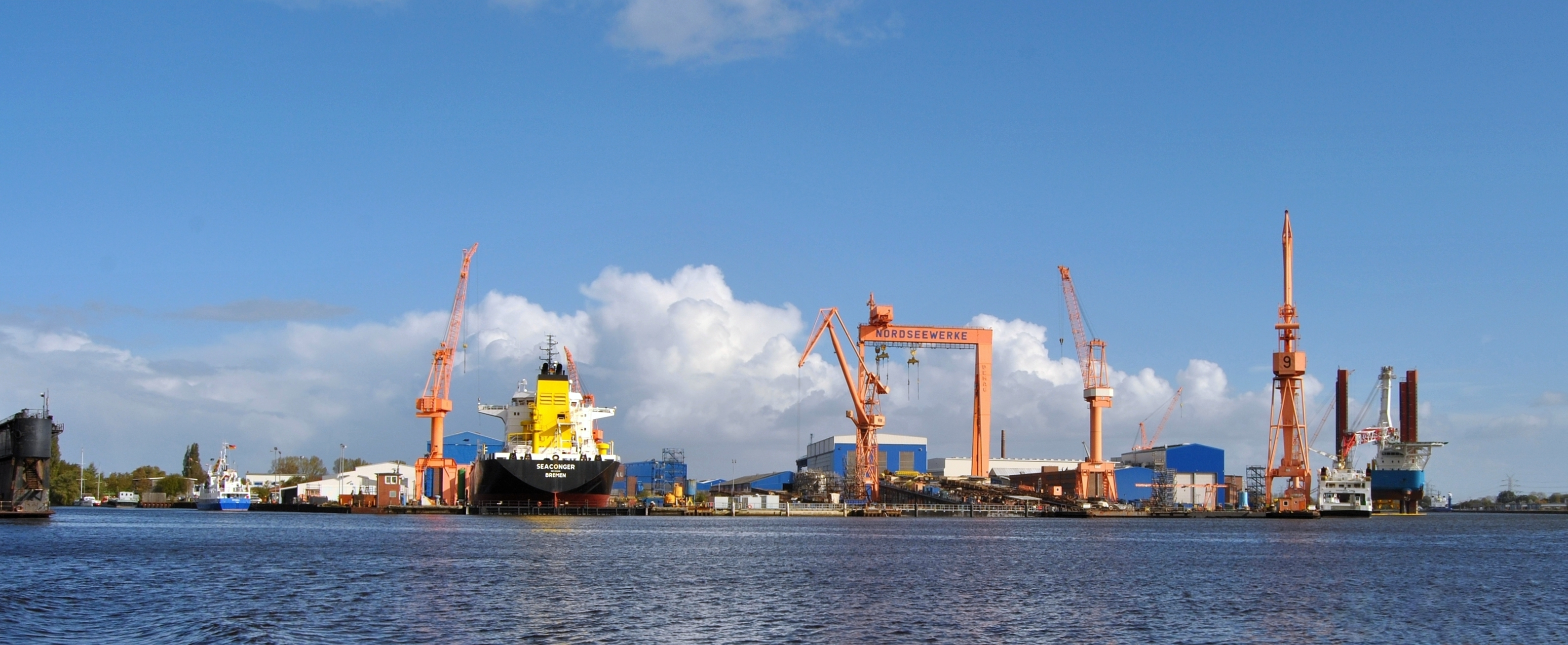
Blick von Südwesten auf die heutige Emden Dockyard Nordseewerke mit dem Emder Binnenhafen im Vordergrund

Die Emder Werft und Dock GmbH (auch: Emden Dockyard) ist ein Reparaturbetrieb für Marineschiffe, Handelsschiffe, kleine Kreuzfahrtschiffe, Superyachten und Offshoreeinrichtungen.
Auf dem ehemaligen Werftgelände der Nordseewerke in Emden werden schiffbauliche Nachrüstungen, Umbauten, Reparatur- und Modernisierungsarbeiten durchgeführt. Dazu wird das Kernteam von rund 125 Mitarbeitern je nach Auftrag durch Subunternehmer ergänzt.

## Geschichte
Im Jahr 1903 erfolgte die Gründung der Werft unter dem Namen Nordseewerke – Emder Werft und Dock AG. Im Zuge der Übernahme 1957 durch den Rheinstahl-Konzern war der neue Name Rheinstahl Nordseewerke GmbH. Als der Rheinstahl-Konzern 1976 mit Thyssen fusionierte, folgte die Umbenennung in Thyssen Nordseewerke GmbH.
Nach der Fusion von Thyssen und Krupp-Hoesch im Jahr 2002 wurde die Gruppe umbenannt. Der neue Name lautete Nordseewerke GmbH und seit der Fusion von Nordseewerke und Blohm + Voss Naval im Jahr 2008 TKMS Blohm & Voss Nordseewerke GmbH.
Im Jahr 2010 folgte eine Aufspaltung in Emder Werft und Dockbetriebe GmbH und SIAG Nordseewerke GmbH. Der Schiffsreparaturbetrieb wurde von Thyssenkrupp unter dem Namen Emder Werft und Dockbetriebe GmbH fortgeführt. Der größte Teil der Werft Nordseewerke wurde an die SIAG Schaaf Industrie AG verkauft und in SIAG Nordseewerke umbenannt. Rund 700 Beschäftigte der TKMS wurden übernommen. Der Betrieb fertigte vorwiegend Komponenten für Offshore-Windparks, war jedoch nach zwei Jahren insolvent.
Seafort Advisors Hamburg übernahm im Jahr 2015 den Schiffsreparaturbetrieb der Emder Werft und Dockbetriebe, der nun unter dem Namen Emder Werft und Dock GmbH firmiert. Der Kurzname lautet Emden Dockyard.
Im Jahr 2023 wurde die Kieler Lindenau Werft als Standort an der Ostsee übernommen. Die Tochtergesellschaft EWD Benli Recycling GmbH erhielt 2025 die Genehmigung zum Schiffsrecycling.

## Beschreibung

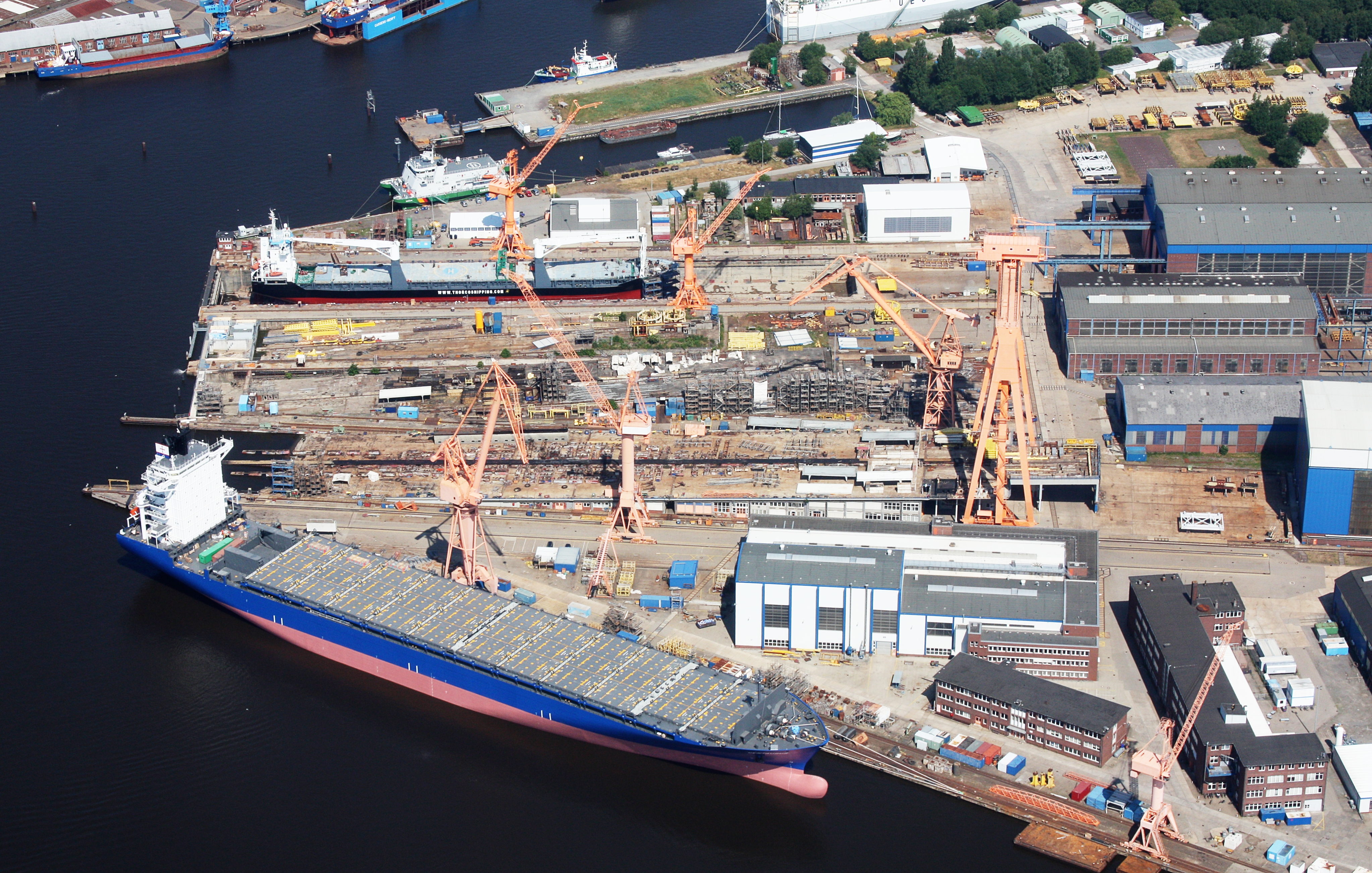
Blick von oben auf die Dockeinrichtungen von Emden Dockyard Nordseewerke.

Auf einem Areal von rund 100.000 m² befinden sich zwei Schwimmdocks, ein Trockendock sowie gezeitenunabhängige Kaianlagen mit einer Gesamtlänge von 1,5 km.
- Trockendock: 218,0 × 30 m
- Schwimmdock III: 176,5 × 27 m, 9.000 t Hebefähigkeit
- Schwimmdock IV. 136,2 × 17 m, 4.000 t Hebefähigkeit

Als Hauptgeschäft erfolgen das Docken von Schiffen, Klasseerneuerungen, schiffbauliche und maschinenbauliche Arbeiten im Bereich von Reparaturen, Umbauten und Modernisierungen auf dem Werftgelände. Außerdem erfolgen mobile Schiffseinsätze in anderen Häfen oder auf hoher See mit zertifiziertem Personal.